# Неврокопска чешма
Чешмата под чинара е постройка в град Гоце Делчев (Неврокоп), България, с ценен възрожденски релеф от 1880 година.

## Описание
Чешмата е разположена в двора на Историческия музей на Гоце Делчев, като в момента е част от оградата. Изградена е в 1880 година от богатия неврокопски търговец Янчо Чорбаджи, собственик на къщата в която днес е музея, построена в 1877 година. Чешмата, както и къщата, е с красива орнаментация. Ооколо единствения чучур почти огледално са се прегърнали две кучета или вълци, чиито опашки завършват като стрели. Над главите на животните е годината 1880, от двете страни псевдоколони с капители с акантови листа поддържат балюстрадата, също орнаментирана в коринтски стил. Коритото също е каменно и е украсено с цвете и листа.
Преди реконструкцията на сградата, чешмата е стояла пред нея, вероятно в ляво от централното стълбище към входа.
Чешмата вероятно е дело на горнобродски каменоделци. Подобна е на Чешмата под чинара в Сандански, както и на мраморната чешма в старата част на Благоевград, която по-късно е демонтирана.